# La Bastide-du-Salat
La Bastide-du-Salat è un comune francese di 203 abitanti situato nel dipartimento dell'Ariège nella regione dell'Occitania.

## Società

### Evoluzione demografica
Abitanti censiti